# Pariskommunen (1792)

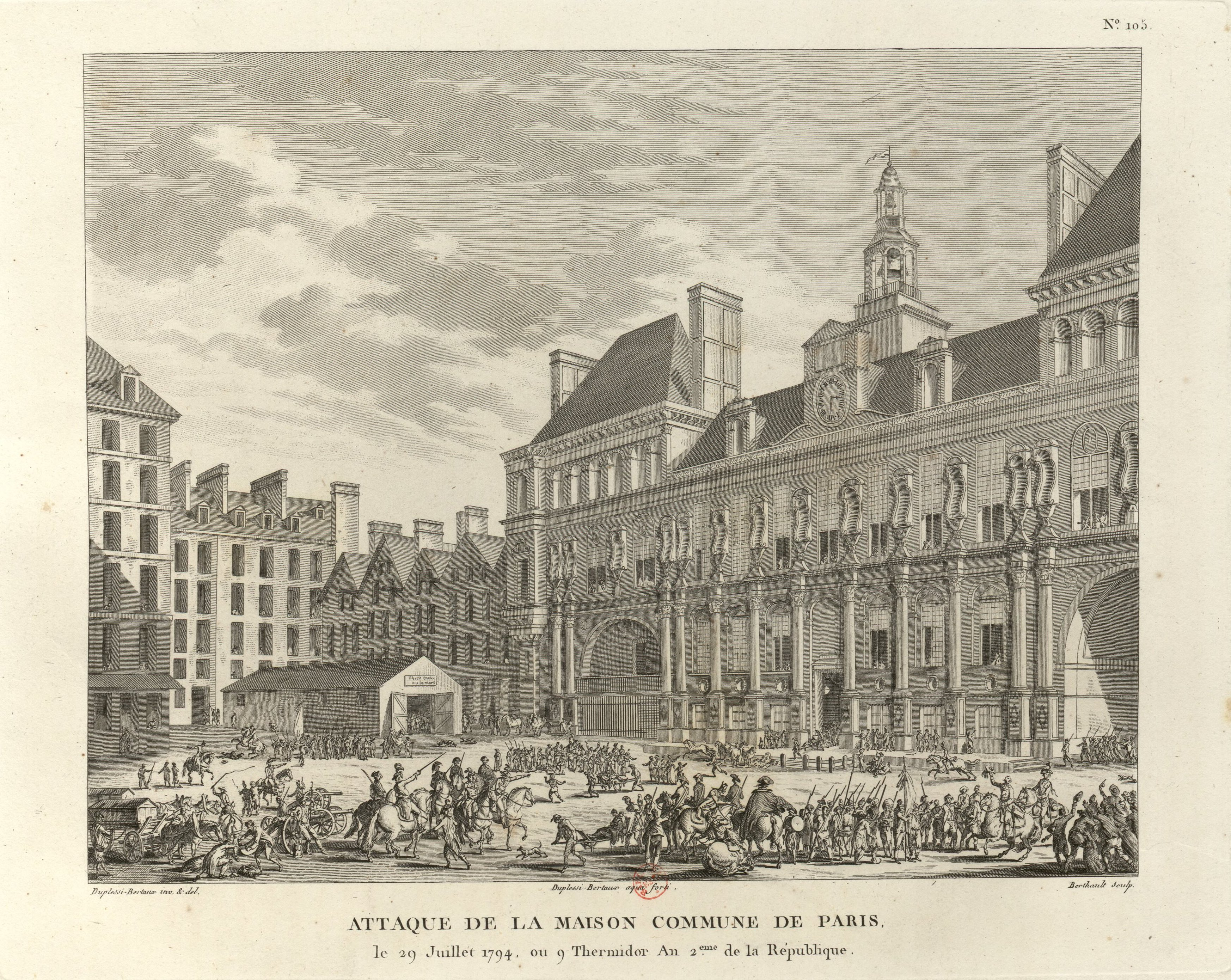
Hôtel de Ville, Paris under störtandet av Robespierre.

Pariskommunen (franska La commune de Paris) eller endast Kommunen (La commune), namn på Paris styrelse under franska revolutionen 1789–1795 (särskilt mellan åren 1792 och 1795).
Pariskommunen etablerade sig i Hôtel de Ville (stadshuset) efter stormningen av Bastiljen den 14 juli 1789.
År 1792 radikaliserades franska revolutionen eftersom pariskommunen under Georges Jacques Danton, Maximilien de Robespierre och Jean Paul Marat vägrade ta order från regeringen i Tuilerierna. 
Medan folkmassorna den 10 augusti 1792 stormade Tuilerierna bemäktigade sig åtskilliga av upprorets ledare stadshuset (Hôtel de Ville) och konstituerade sig där som styrelse. Denna tillkännagav sin tillvaro för nationalförsamlingen och fordrade oinskränkt myndighet samt tillsättande av en utomordentlig domstol för avdömande av de "brott, som begåtts den 10 augusti", med mera. Pariskommunen blev allsmäktig under ledning av Danton, Robespierre och Marat samt använde bland annat motgångarna i kriget för att upphetsa stadens befolkning mot nationalförsamlingen och rojalisterna. Förgäves sökte nationalförsamlingen spränga kommunen och få en ny stadsstyrelse vald. Nationalkonventet, vilket efterträdde nationalförsamlingen som franska folkets representation, måste sida om sida med sig tåla denna revolutionära myndighet. Robespierres fall 9 thermidor år II (27 juli 1794) medförde också Pariskommunens fall. Robespierre och ett åttiotal av hans ämbetsbröder slutade på schavotten.